# Hatschkova vila (Opava)
Hatschkova vila (též Hatschekova vila) je historizující stavba z počátku 20. století v Opavě.

## Historie
Investorem domu byl Josef Hatschek, majitel továrny na zpracování juty. V roce 1904 si nechal od vídeňského architekta Arnolda Hatscheka zpracovat projekt na rodinný dům. V letech 1906–09 pak podle tohoto projektu vznikla vila v typickém Hatschekově novobarokním stylu. V roce 1930 se továrníkova dcera Louisa Hatscheková rozhodla nechat vilu přestavět – důvodem byla především snaha o zvýšení komfortu bydlení (instalace ústředního topení, vybudování koupelen s teplou vodou). V prostorovém uspořádání domu pak bylo důsledně odděleno přízemní reprezentativní patro od soukromých prostor, pro něž byla vyhrazena horní část domu. Nejvýraznější zásah do exteriéru domu představovala přístavba zimní zahrady. Přestavbu provedl projektant Leopold Bauer. Vila byla od roku 1958 chráněnou kulturní památkou, ale v roce 1987 byla památková ochrana zrušena.
V roce 2024 byla vila zařazena do programu Dne architektury. Prohlídka, komentovaná historikem architektury Václavem Hájkem, ale byla z důvodu povodní zrušena.

## Architektura
Jednopatrová stavba na nepravidelném půdorysu na první pohled zaujme množstvím výstupků, arkýřů a štítů a také členitou mansardovou střechou z falcovaného plechu. Hlavní průčelí vily, orientované na západ, je v levé části zvýrazněno rizalitem s převýšeným štítem, ve kterém je trojdílné okno a štuková dekorace. Vedle rizalitu je v přízemí umístěn segmentově zakončený hlavní vstup s dvoukřídlými dveřmi. Fasáda kombinuje hladké a hrubší plochy, na nárožích je zdobena pásovou bosáží. Štukové dekorace mají podobu terčů, rostlinných prvků, destiček, festonů, pásků či puklic. V severním průčelí je v levé části v přízemí uzavřená veranda. V patře je pak na ní umístěn balkon se zábradlím z kovových prutů, na který vede francouzské okno lemované pilastry. Nároží severní a východní fasády je zdůrazněno válcovým rizalitem se třemi okny v mezipatře. Nejnápadnějším prvkem východní fasády je rizalit s lichoběžníkovým hrázděným štítem. V jižní fasádě je v levé části rizalit s arkýřem a štítem. Centrální části tohoto průčelí pak dominuje prosklená zimní zahrada s terasou v patře, která je na rozdíl od světlé omítky zbytku domu provedena v tmavě šedém teracu. Prosklení je původní.